# کاتاژینا کویاتکوفسکا
کاتاژینا کویاتکوفسکا (لهستانی: Katarzyna Kwiatkowska؛ زادهٔ ۴ نوامبر ۱۹۷۴) بازیگر اهل لهستان است.
از فیلم‌ها یا مجموعه‌های تلویزیونی که وی در آن‌ها نقش داشته‌است، می‌توان به همه چیز درست خواهد شد، خانواده کوالسکی در برابر خانواده کوالسکی، قواعد بازی، لالایی، قانون حقیقی، کلبه جنگلی، صد سال خاندان وینیخ، ۱۹۸۳، بلفر، پدر متیو، دوچرخه پدرم، هتل ۵۲، پرستار کودک، در خیابان سپولنی، ع چون عشق، در خوشی و سختی، طایفه و انگشتری با نشان عقاب تاج‌دار اشاره نمود.